# Reise Lenins im plombierten Wagen

Die ungefähre Reiseroute

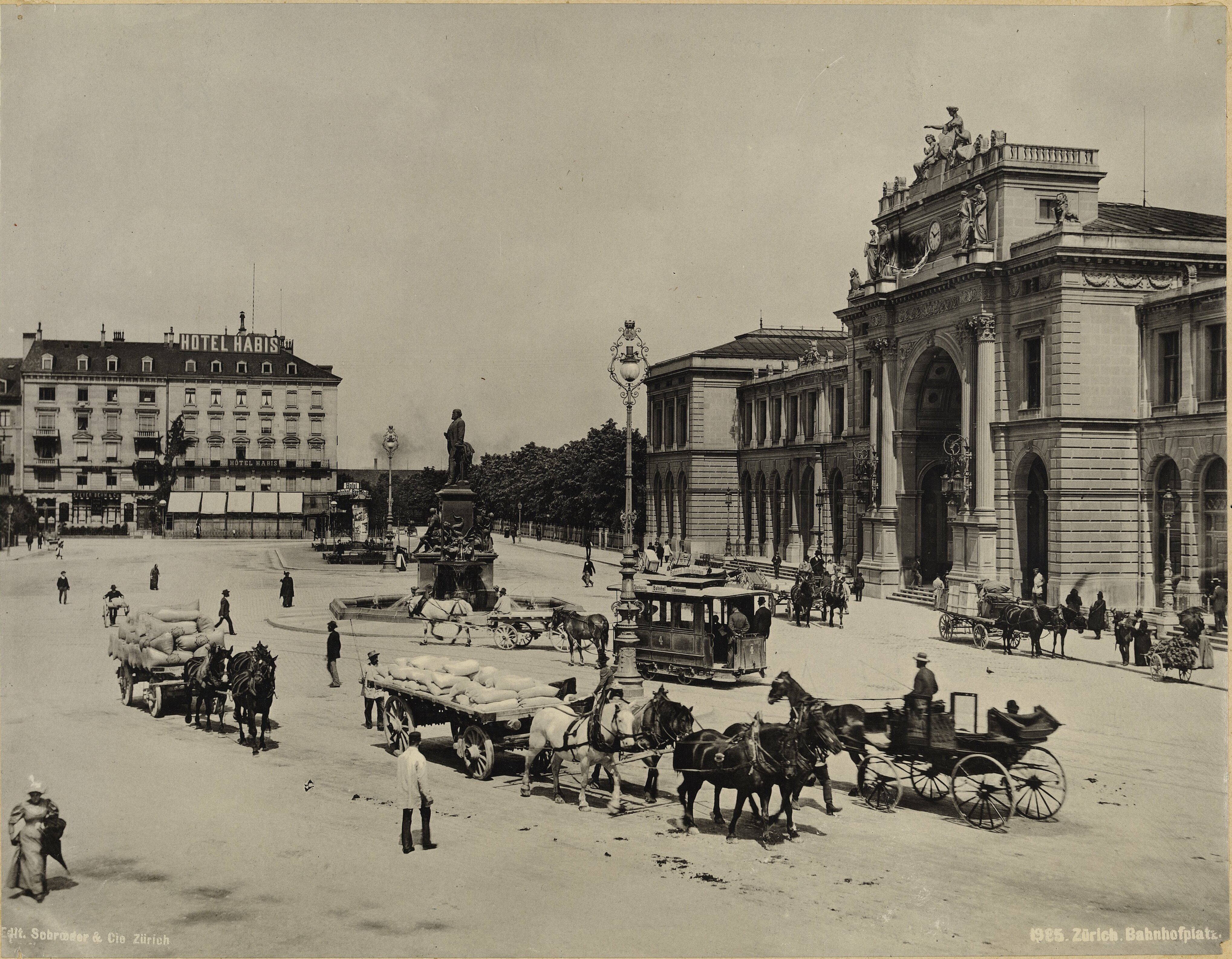
Ausgangspunkt der Reise: Zürich Hauptbahnhof

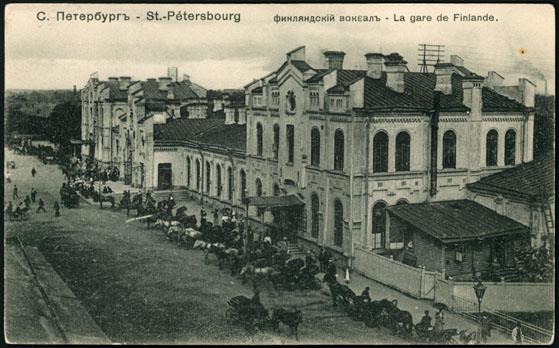
Ziel der Reise: Finnischer Bahnhof in Petrograd

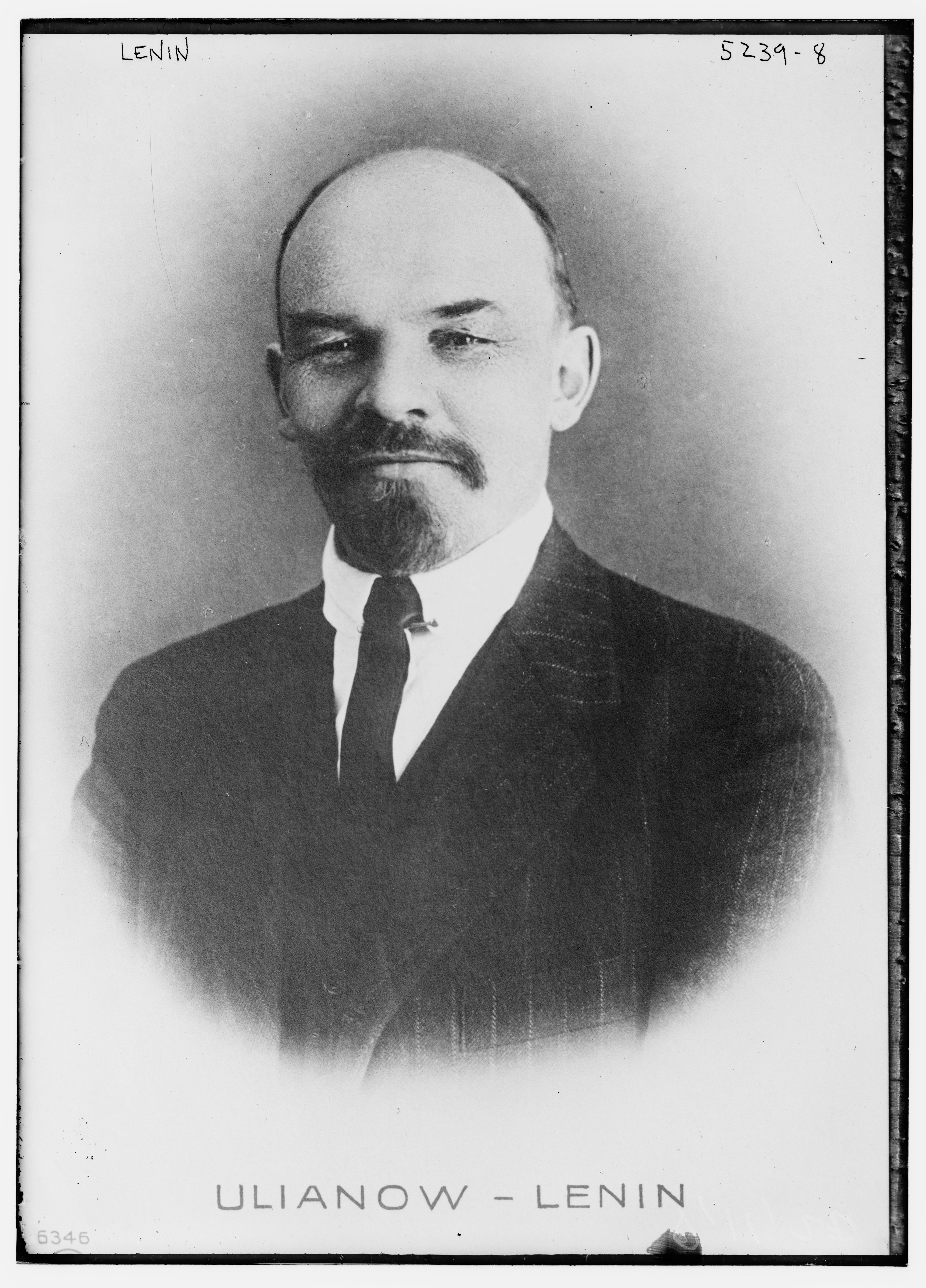
Lenin 1915

Die Reise Lenins im plombierten Wagen fand während des Ersten Weltkriegs vom 9. bis 16. April 1917 statt. Sie führte Wladimir Iljitsch Lenin zusammen mit weiteren Emigranten vom Schweizer Exil durch das Deutsche Reich über Skandinavien nach Petrograd, dem heutigen Sankt Petersburg. Der „plombierte Wagen“ wurde dabei nur auf dem deutschen Streckenabschnitt benutzt.

## Hintergrund
Im Russischen Kaiserreich mussten politische Aktivisten, die sich für eine revolutionäre Änderung der Gesellschaftsordnung einsetzten, mit Gefängnis oder Verbannung rechnen. Lenin und viele andere russische Sozialisten waren nach der gescheiterten Russischen Revolution von 1905 gezwungen gewesen, Russland zu verlassen und ins Exil zu gehen. Nach dem Sturz des Zaren Nikolaus II. in der Februarrevolution 1917 bestand volle Betätigungsfreiheit für alle sozialistischen Richtungen.
Lenin, der sich seit 1914 in der neutralen, aber von kriegsführenden Mächten umgebenen Schweiz aufhielt, versuchte nach der Revolution verzweifelt, nach Russland zurückzukehren. Er war weiterhin russischer Staatsbürger und damit Angehöriger einer kriegführenden Macht. Sondierungen in Richtung der mit Russland verbündeten Mächte Frankreich und Großbritannien, um über sie und die ebenfalls neutralen skandinavischen Staaten nach Russland zu gelangen, scheiterten, weil jene befürchteten, dass die gegen den Krieg gerichtete Haltung Lenins ihre Interessen in Russland beeinträchtigen könnte. Die Alternative, über Deutschland und die skandinavischen Staaten nach Russland zu reisen, bedeutete für den Russen Lenin, die Hilfe des Kriegsgegners anzunehmen. Lenin fürchtete, dass dieser Vorwurf ihm politisch schaden würde. Da die mit Russland verbündeten Länder der Triple Entente sich aber strikt weigerten, Lenin ein Visum auszustellen, blieb ihm letztendlich nur dieser Weg.
Informelle Kontakte zwischen dem deutschen Auswärtigen Amt und den in mehrere rivalisierende Gruppen gespaltenen russischen Exilanten in der Schweiz hatten bereits seit September 1914 bestanden, als der deutsche Gesandte in Bern, Gisbert von Romberg, über den estnischen Revolutionär Aleksander Kesküla die Einstellung der russischen Revolutionäre zur Rolle Deutschlands bei einer Revolutionierung Russlands sondierte. Weitere Kontakte bestanden über die Gesandten in den neutralen Staaten Dänemark (Ulrich von Brockdorff-Rantzau) und Schweden (Hellmuth Freiherr Lucius von Stoedten). Am 6. Dezember 1915 schrieb Brockdorff-Rantzau in einer Denkschrift an Reichskanzler Theobald von Bethmann Hollweg:

„Der Sieg und als Preis der erste Platz in der Welt ist aber unser, wenn es gelingt, Russland rechtzeitig zu revolutionieren und dadurch die Koalition [der gegnerischen Mächte] zu sprengen.“

Allerdings sollte hierdurch bestenfalls eine Drohkulisse gegenüber Russland aufgebaut werden, konkrete Schritte wurden von deutscher Seite bis März 1917 nicht unternommen. Anfang April 1917 entwickelte Brockdorff-Rantzau in einer weiteren Denkschrift das Programm, im revolutionären Russland durch die Anschürung von Konflikten zwischen den politischen Lagern ein „größtmögliches Chaos zu schaffen“, wobei die radikalen Elemente bevorzugt zu unterstützen seien, um im Osten baldmöglichst zu einem Separatfrieden zu kommen. Auf diese Linie schwenkte schließlich auch Bethmann Hollweg ein, der Romberg anwies, den Revolutionären in der Schweiz die Rückreise über Deutschland anzubieten.

## Verhandlungen zur Durchreise durch Deutschland
Bereits unmittelbar nach Bekanntwerden des Sturzes des Zaren hatten diese ein „Zentralkomitee zur Rückkehr der in der Schweiz weilenden russischen Emigranten“ gegründet, das über 500 Exilanten vertrat. Dieses hatte unabhängig von deutschen Angeboten am 19. März entschieden, von den Deutschen eine Durchreiseerlaubnis im Austausch gegen deutsche und österreich-ungarische Kriegsgefangene in Russland zu beantragen. Die politischen Verhandlungen wurden von dem Komitee dem Schweizer Sozialdemokraten Robert Grimm übertragen. Das Ersuchen wurde am 23. März vom Staatssekretär des Auswärtigen Amtes, Arthur Zimmermann, der in Bad Kreuznach weilenden Obersten Heeresleitung bekanntgemacht, die keine Einwände erhob. Die einzigen Bedingungen waren, dass die Modalitäten der Reise gemeinsam vom Auswärtigen Amt und der Abteilung III b des Stellvertretenden Generalstabs geregelt werden sollten. Zudem bestanden Bedenken über die Haltung der anderen geplanten Durchreisestaaten. Die deutsche Seite war entschlossen, Lenin nötigenfalls über die Frontlinie nach Russland zu bringen, sollte das neutrale Schweden die Durchreise verweigern.
Unabhängig vom Emigrantenkomitee nahm Lenin, der den Deutschen von Alexander Parvus als besonders geeignet zur Destabilisierung Russlands empfohlen wurde, Ende März Kontakt mit der deutschen Gesandtschaft in Bern auf. Zu seinem Mittelsmann bestimmte er den Schweizer Sozialisten Fritz Platten, durch den er am 4. April eine Liste von Bedingungen übermitteln ließ. Von Romberg reichte sie am folgenden Tag nach Berlin weiter. Kernpunkt war, dass der Eisenbahnwagen, in dem Lenin und seine Begleiter reisten, als staatsrechtlich neutral deklariert wurde, Lenin und seine Begleiter somit den Boden des „feindlichen Auslandes“ nicht betraten, solange sie sich im Wagen aufhielten. Auch wurde direkter Kontakt zwischen Deutschen und Russen vermieden, indem Platten mitreiste und als „neutraler“ Schweizer Nachrichten zwischen Russen und deutscher Begleitung transportierte, so dass diese nicht direkt miteinander sprachen. Lenin konnte also immer angeben, dass keiner seiner Reisegruppe während der Durchfahrt mit Deutschen gesprochen habe. Die Bedingungen wurden drei Tage später von der deutschen Seite bestätigt und das Verfahren während der Reise im Großen und Ganzen eingehalten. Die Situation, durch Deutschland reisen zu müssen, wurde auch seitens russischer Exilanten in der Schweiz scharf kritisiert, so dass Lenin darauf bestand, dass alle Mitreisenden die Durchfahrt durch Deutschland bezahlten, und auch bis einen Tag vor der Abreise noch versuchte, die Durchfahrt von den Alliierten genehmigt zu bekommen. Noch am Ostersonntag, dem 8. April 1917, versuchte er, bei der Gesandtschaft der Vereinigten Staaten in Bern vorstellig zu werden. Der junge Mitarbeiter, den er telefonisch erreichte, war Allen Dulles, der aber zu einem Tennismatch verabredet war und ihn auf den folgenden Montag verwies.
Platten fungierte später bei der Fahrt durch das Deutsche Reich als Transportführer. Als Begleiter des Transports wurden von deutscher Seite Rittmeister der Reserve Arwed von der Planitz und der deutsch-schwedische Gewerkschafter Wilhelm Jansson bestimmt, wobei die Russen den letzteren jedoch ablehnten. Die Presse sollte über das Ereignis nicht berichten. Über die deutsche Gesandtschaft in Stockholm erwirkte man außerdem die Durchreiseerlaubnis durch Schweden, die erst eintraf, als die Fahrt schon begonnen hatte.
Kaiser Wilhelm II. erfuhr von der Angelegenheit erst im Nachhinein, am 11. April 1917, als die Aktion schon in vollem Gange war. Er hatte dagegen nichts einzuwenden.

## Die Fahrt

### Übersicht
| Datum                              | Von–Nach                                                       | Bahnstrecke | Zug | Anmerkung                                                      |
| ---------------------------------- | -------------------------------------------------------------- | --- | --- | -------------------------------------------------------------- |
| 9. April                           | Zürich HB–Gottmadingen                                         | Bahnstrecke Zürich–Winterthur Rheinfallbahn Hochrheinbahn | Personenzug | ca. zwei Stunden Fahrzeit                                      |
| 9. April                           | Gottmadingen–Singen                                            | Hochrheinbahn | Sonderzug („plombierter Wagen“)                                                                                                 | Übernachtung in Singen                                         |
| 10. April                          | Singen–Stuttgart–Karlsruhe–Frankfurt am Main                   | Schwarzwaldbahn (nur von Singen bis Immendingen) Bahnstrecke Plochingen–Immendingen Bahnstrecke Stuttgart–Horb Bahnstrecke Stuttgart–Bruchsal Rheintalbahn Bahnstrecke Frankfurt am Main–Heidelberg oder Riedbahn | Sonderzug („plombierter Wagen“)                                                                                                 | Übernachtung in Frankfurt am Main                              |
| 11. April                          | Frankfurt–Erfurt–Berlin                                        | Bahnstrecke Frankfurt–Göttingen Bahnstrecke Halle–Bebra Bahnstrecke Berlin–Halle | Sonderzug („plombierter Wagen“)                                                                                                 | Übernachtung in Berlin, dort etwa 20 Stunden Aufenthalt        |
| 12. April                          | Berlin–Stralsund–Sassnitz–Trelleborg und weiter Richtung Malmö | Bahnstrecke Berlin–Stettin Bahnstrecke Angermünde–Stralsund Bahnstrecke Stralsund–Sassnitz Königslinie Kontinentalbanan Södra stambanan Västra stambanan                                                          | Sonderzug („plombierter Wagen“) bis Sassnitz Fähre Drottning Victoria bis Trelleborg Regelzug bis Malmö Nachtzug nach Stockholm |                                                                |
| 13. April                          |                                                                | | Aufenthalt in Stockholm | Abfahrt 18:37 in Richtung Bräcke, Übernachtung im Liegewagen   |
| 14. April                          | Stockholm–Gävle–Bräcke–Boden                                   | Bahnstrecke Stockholm–Sundsvall Norra stambanan Bahnstrecke Sundsvall–Storlien Stambanan genom övre Norrland | Nachtzug Stockholm–Bräcke Personenzug Bräcke–Boden                                                                              | Übernachtung im Zug nach Bräcke                                |
| 2. Apriljul. / 15. April 1917greg. | Boden–Haparanda–Tornio                                         | Bahnstrecke Boden–Haparanda Grenzüberquerung von Haparanda nach Tornio mit Pferdeschlitten | Personenzüge | Abends, nach 18 Uhr, Abfahrt mit Zug in Richtung Helsingfors   |
| 3. Apriljul. / 16. April 1917greg. | Tornio–Riihimäki –Terijoki – Petrograd                         | Bahnstrecke Oulu–Tornio Bahnstrecke Seinäjoki–Oulu Bahnstrecke Helsinki–Seinäjoki Bahnstrecke Sankt Petersburg–Riihimäki                                                                                          | Personenzüge | Gegen 23 Uhr abends Ankunft im Finnischen Bahnhof in Petrograd |

### Schweiz

#### Erster Tag

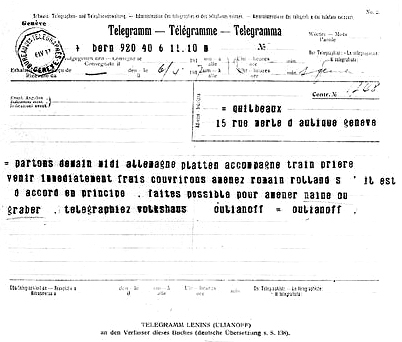
Abreise morgen
Lenin („oulianoff“) aus Bern an Henri Guilbeaux am 6. April 1917

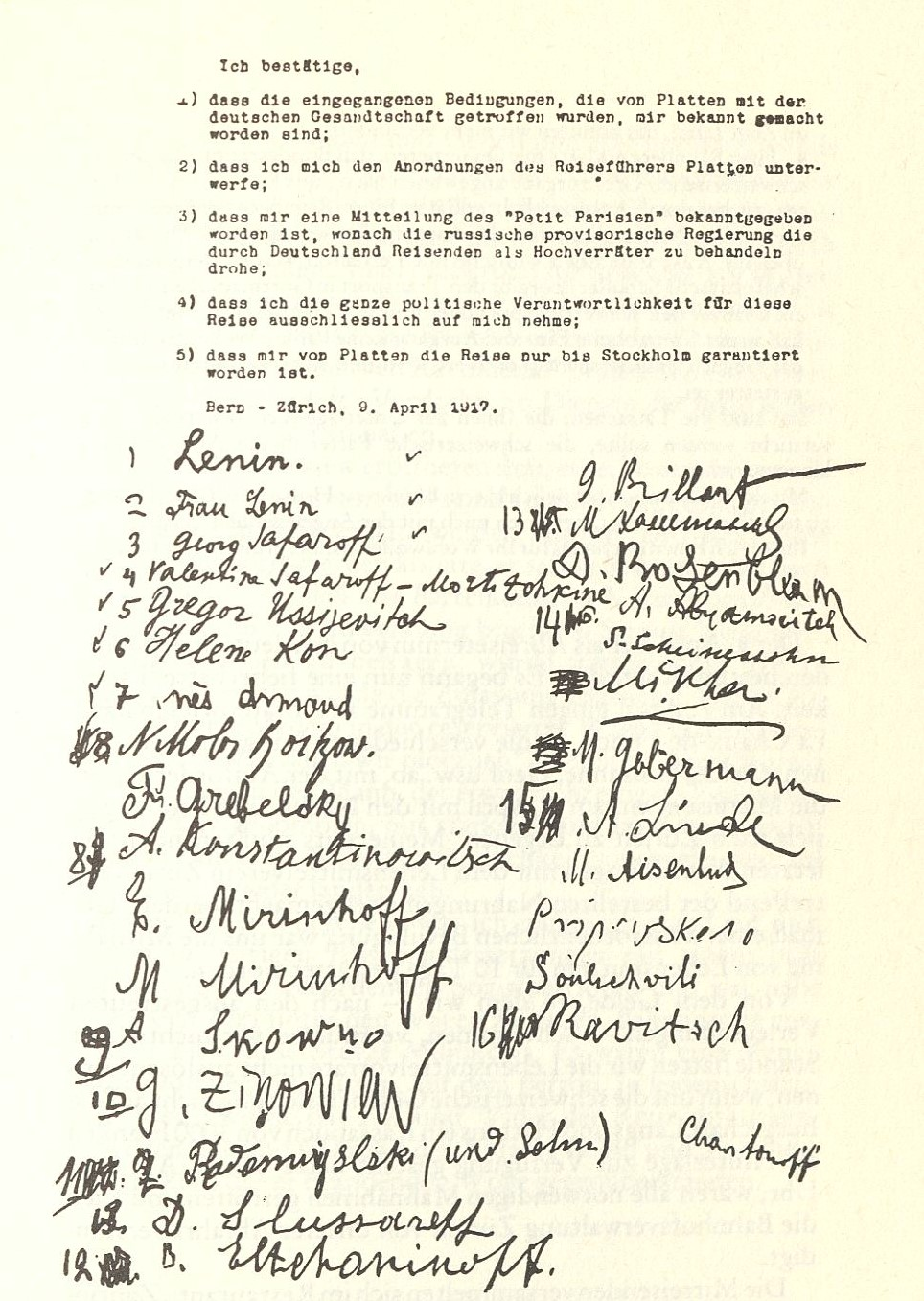
Unterschriften der Teilnehmer, 9. April 1917

Am Ostermontag, den 9. April 1917, versammelte sich die Reisegruppe am Vormittag im Gasthaus Zähringerhof am Zürcher Hauptbahnhof, wo zu Mittag gegessen wurde. Abschiedsreden wurden gehalten und Lenin verlas ein Statement im Namen der gesamten Gruppe auf Deutsch und Französisch. Zu der Gruppe gehörten 32 Personen, darunter neben Lenin selbst:
- Nadeschda Krupskaja (Lenins Ehefrau)
- Inessa Armand
- Grigori Sinowjew mit seiner Ehefrau und seinem neunjährigen Sohn
- Sarra Rawitsch (Sinowjews geschiedene erste Ehefrau)
- David Suliaschwili
- Micha Zchakaia
- Grigori Ussijewitsch mit seiner Ehefrau Jelena
- Moissei Charitonow
- Georgi Safarow
- Grigori Sokolnikow
- Karl Radek (österreichischer Sozialist, verließ die Reisegruppe in Stockholm)[16]
- Fritz Platten (Schweizer Kommunist, reiste bis zur finnischen Grenze in Tornio, wo er am Grenzübertritt gehindert wurde)

Auf dem Weg über den Bahnhofsvorplatz zum Zug und auf dem Bahnsteig wurde die Gruppe mit Buh-Rufen gegnerischer politischer Aktivisten bedacht. Dieser erste Zug war ein planmäßiger Zug. Die Abfahrt wurde von dem auf dem Bahnhof inkognito erschienenen deutschen Militärattaché, Major von Bismarck, beobachtet und verzögerte sich aufgrund einer Verspätung aber um etwa eine Viertelstunde. In dem Zug reiste in einem anderen Wagen ein deutscher Feldjäger mit.
Im Bahnhof Schaffhausen erfolgte die schweizerische Zollkontrolle. Schweizer Behörden hatten die Abmachung zwischen der Reisegruppe und dem Deutschen Reich nicht mitunterzeichnet und behandelten sie wie gewöhnliche Reisende ins Ausland. Die Russen hatten, um von deutscher Versorgung unabhängig zu sein, einen erheblichen Lebensmittelvorrat eingepackt, der nun größtenteils beschlagnahmt wurde, vor allem Schokolade und Zucker: Kriegsbedingt war die Mitnahme von Lebensmitteln ins Ausland stark beschränkt. Während der Zollkontrolle wartete die russische Reisegruppe auf Bahnsteig 3. Nach der Weiterfahrt wurde das Gepäck der Gruppe im letzten Bahnhof auf Schweizer Gebiet, Thayngen, erneut kontrolliert. Dieser erste Abschnitt der Fahrt endete in dem bereits in Deutschland gelegenen Bahnhof Gottmadingen.

### Deutschland – der „plombierte Wagen“

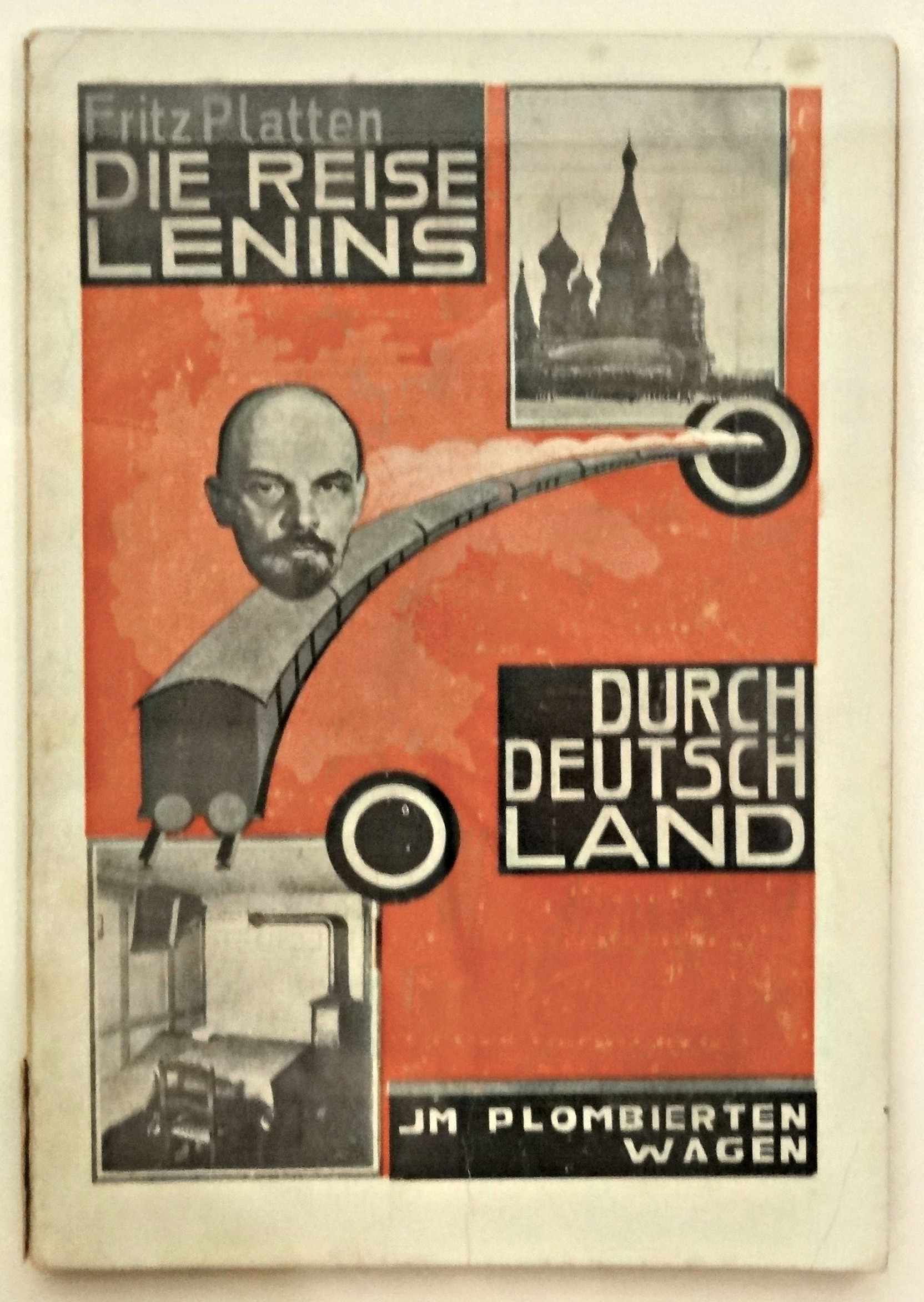
Buch des mitreisenden Schweizer Kommunisten Fritz Platten

#### Erster Tag
Am Nachmittag des Abreisetages wurde die Gruppe in Gottmadingen von deutschen Offizieren unter Führung des Rittmeisters der Reserve Arwed von der Planitz in Empfang genommen. Dieser hatte seine Instruktionen unmittelbar vom Ersten Generalquartiermeister Erich Ludendorff erhalten. Ein zweiter Offizier war ein Leutnant von Bühring, der russisch sprach, das aber nicht wissen lassen sollte. Die Gruppe musste zunächst im Empfangsgebäude des Bahnhofs warten, wo die Einreiseformalitäten erledigt wurden und die Russen den Fahrpreis entrichteten (Lenin hatte darauf bestanden, die Fahrt von den Deutschen nicht geschenkt zu erhalten), und wurde dann zu ihrem Sonderzug begleitet. Dieser bestand aus einem Personenwagen 2./3. Klasse und einem Gepäckwagen.
Der Personenwagen, der „plombierte Wagen“, hatte einen Seitengang, war also ein Durchgangswagen. An jedem Ende befand sich eine Toilette. An einem Ende gab es drei Abteile der (alten) 2. Klasse, am anderen fünf Abteile 3. Klasse. Lenin erhielt mit seiner Frau das eine Abteil 2. Klasse für sich alleine, die beiden anderen wurden an die Familien mit Kindern vergeben. Die restlichen Reisenden verteilten sich über vier Abteile. Das eine Endabteil der 3. Klasse übernahm die deutsche Begleitung. Auf dem Gang wurde zwischen dem russischen und dem deutschen Teil des Wagens ein Kreidestrich gezogen, den weder Deutsche noch Russen überschreiten durften, nur der Schweizer Fritz Platten durfte den Strich überqueren. Das Arrangement hatte den Nachteil, dass die 32 Russen sich die eine Toilette an ihrem Ende des Wagens teilen mussten, sowohl für die gewöhnliche Nutzung als auch zum Rauchen, da Lenin das Rauchen im übrigen Wagen verbot. Die „Plombierung“ des Wagens bestand darin, dass drei von vier Außentüren abgeschlossen waren.
Die erste Reiseetappe in Deutschland führte als Sonderzug nur bis zum sechs Kilometer entfernten Bahnhof Singen (Hohentwiel), wo der Zug für die Übernachtung abgestellt wurde. Die Russen blieben im neutralen Wagen, die deutsche Begleitung besorgte ihnen Bier und Butterbrote und begab sich dann zur Übernachtung in die Stadt. Die deutsche Presse vermeldete die Fahrt und das Auswärtige Amt lancierte eine entsprechende Information an die Presse. Die Reise fand aber nur geringes öffentliches Interesse. Wurde die Reisegruppe bei Betriebshalten des Zuges auf Bahnhöfen wahrgenommen, reagierten Deutsche eher abweisend. In Mannheim sah sich Fritz Platten gezwungen, das Einstellen des Gesangs französischer Lieder zu fordern. Lediglich in Frankfurt am Main kam es zu einem intensiveren Kontakt, bei dem auch gesprochen wurde.

#### Zweiter Tag
Am Dienstag, den 10. April 1917, wurde die Fahrt gegen 5 Uhr morgens von Singen aus über Stuttgart nach Karlsruhe fortgesetzt. Die beiden Wagen hingen nun an einem planmäßigen Zug. Der „plombierte Wagen“ wurde wie ein Kurswagen behandelt und an wechselnde planmäßige Züge angehängt.
In Stuttgart bestieg der schwedisch-deutsche Gewerkschafter Wilhelm Jansson den Zug. Lenin lehnte aber den Kontakt mit ihm ab, so dass er den russischen Teil des Wagens nicht betreten durfte. Lenin arbeitete während der Fahrt, machte Notizen und diskutierte mit Genossen. Am frühen Abend erreichte der Zug Frankfurt am Main, wo er für die Übernachtung auf ein Abstellgleis kam. Die deutsche Begleitung und Fritz Platten begaben sich in die Stadt, die russische Gruppe blieb im Wagen zurück. Eine Gruppe deutscher Soldaten kam in den Wagen und diskutierte mit den Russen, hauptsächlich um zu erfahren, wie lange denn der Krieg noch dauern werde.
An diesem Tag stellte das Auswärtige Amt fest, dass die Russen sich nicht um ein Durchreise-Visum für Schweden gekümmert hatten, und bemühte sich, das nun auf telegrafischem Weg nachzuholen, was auch gelang. Allerdings hatte der deutsche Gesandte in Bern auf diese Tatsache bereits am Vortag aufmerksam gemacht. Die schwedische Regierung gestattete die Durchreise noch am gleichen Tag.

#### Dritter Tag
Am Mittwoch, den 11. April 1917 hatte der Planzug, an dem die beiden Wagen hingen, einen Speisewagen und die russische Reisegruppe konnte sogar mit warmem Essen versorgt werden. Allerdings verließ der Zug Frankfurt mit Verspätung, weil der Anschlusszug verpasst worden war, mit dem der „plombierte“ Wagen hätte weiter befördert werden sollen. Der Weg führte bis Bebra wohl über die Bahnstrecke Frankfurt–Göttingen. Die Verspätung nahm im Laufe des Tages zu. Das war deshalb ein Problem, weil die Fähre von Sassnitz nach Schweden nur einmal am Tag fuhr. Um den Zug zu beschleunigen, soll in Halle sogar der Zug des deutschen Kronprinzen zwei Stunden gewartet haben, um die Überholung zu ermöglichen. Gleichwohl war klar, als der Zug in Berlin eintraf, dass die Fähre nach Schweden erst am nächsten Tag würde erreicht werden können. Die Wagen wurden deshalb in Berlin zunächst im Potsdamer Bahnhof, später im Stettiner Bahnhof abgestellt. Die Reisenden verbrachten so in Berlin etwa 20 Stunden in ihrem Wagen. Die Gruppe wurde von einem deutschen Offizier in Zivil besucht, der sich über Platten nach ihrem Befinden erkundigte. Die Gruppe habe sich über Betreuung und Versorgung während der Fahrt sehr positiv geäußert, berichtete der Offizier.

#### Vierter Tag

Die Drottning Victoria, mit der Lenin die Ostsee überquerte

Von Berlin ging es am Donnerstag, dem 12. April 1917, zunächst nach Stralsund. Eine feste Verbindung zur Insel Rügen bestand damals noch nicht, so dass der „plombierte“ Wagen mit dem Trajekt zwischen Stralsund und Altefähr auf die Insel transportiert werden musste, ehe er schließlich nach insgesamt fünfstündiger Fahrt den Fährhafen Sassnitz erreichte, wo die Reisenden ihren Wagen verließen und auf die Fähre Drottning Victoria der Königslinie ins schwedische Trelleborg umstiegen. Die meisten Mitglieder der Reisegruppe wurden bei der Überfahrt seekrank, nicht so Lenin. Die Überfahrt dauerte vier Stunden.

### Schweden

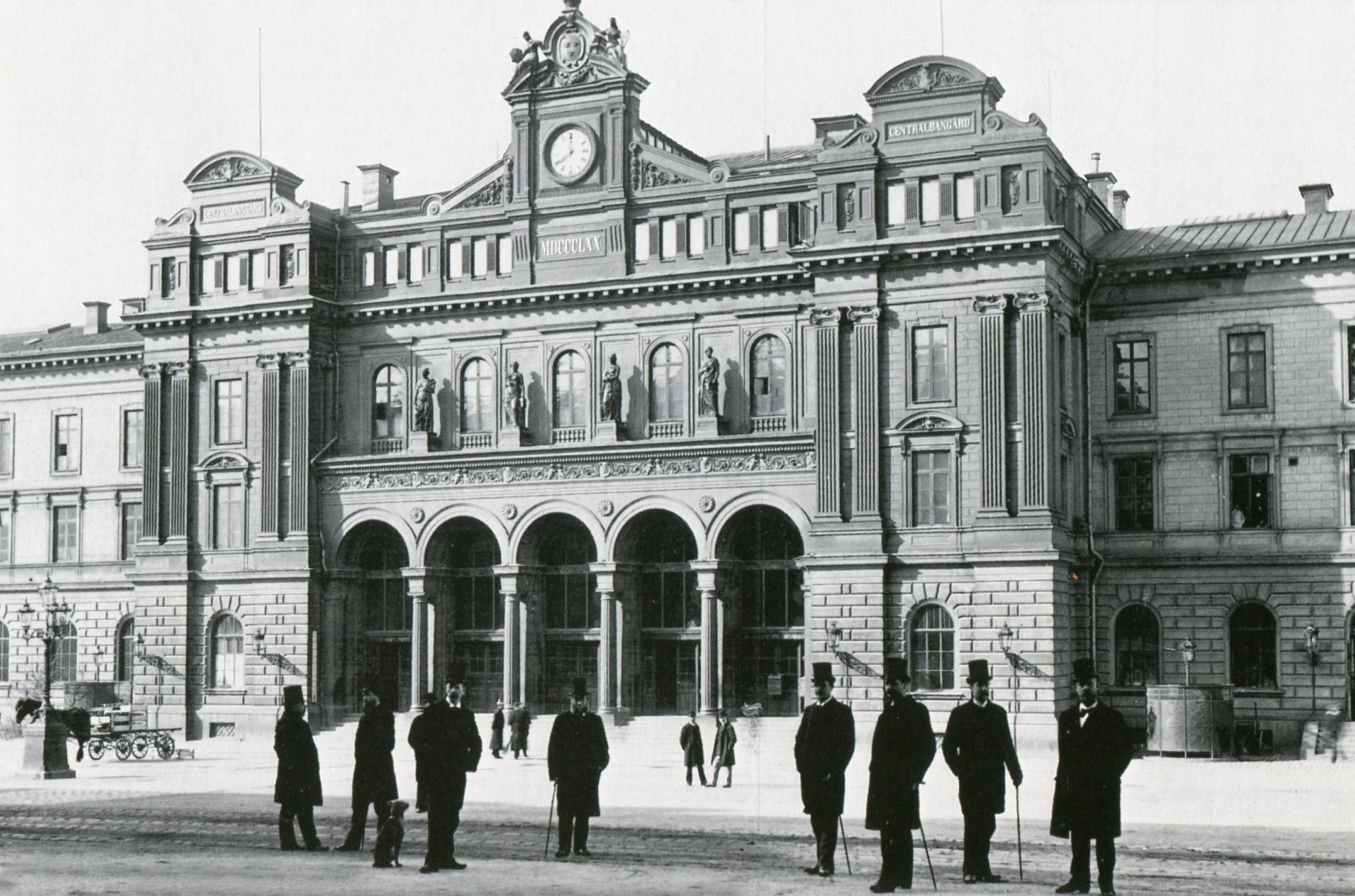
Stockholm Hauptbahnhof

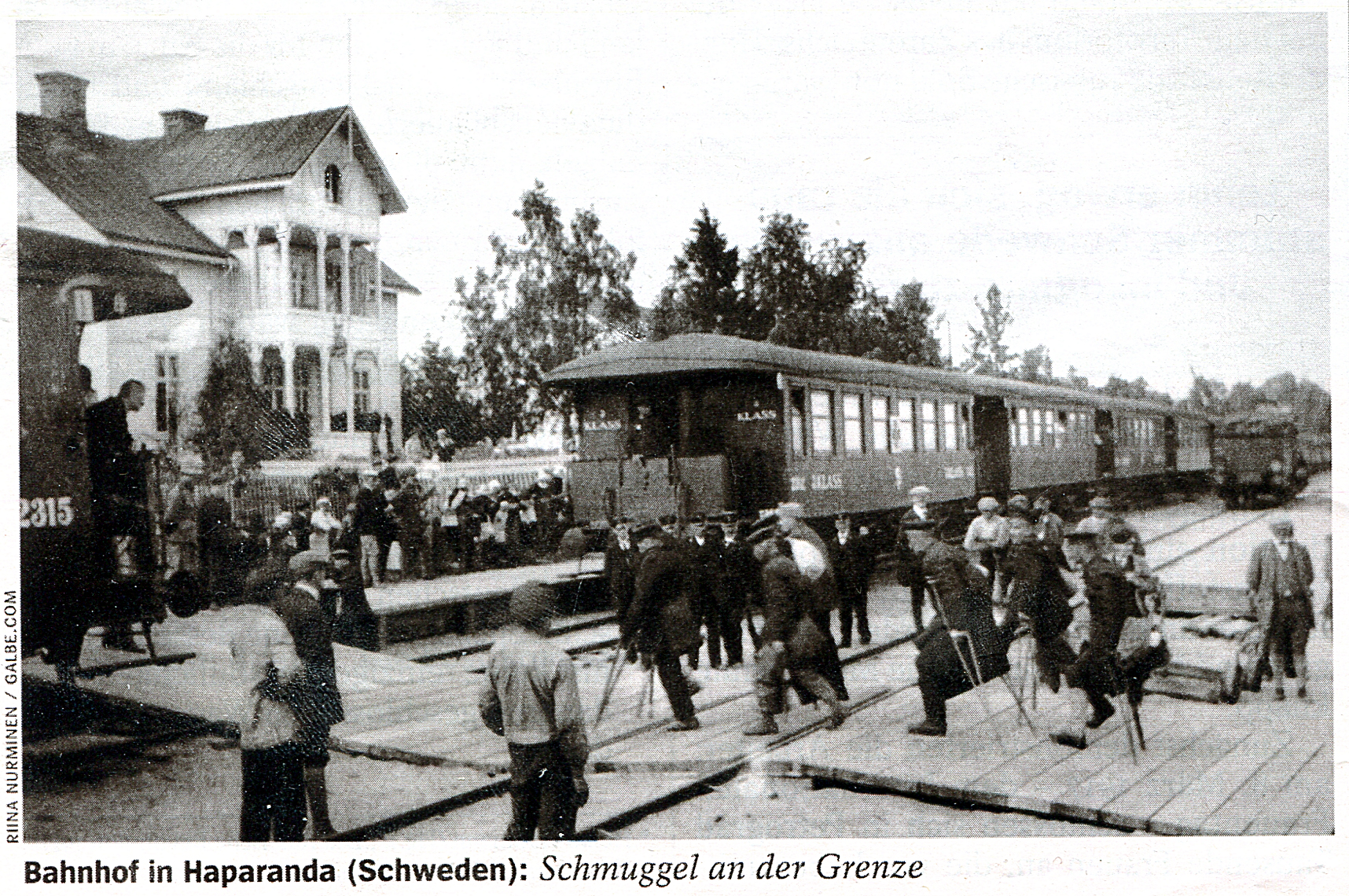
Bahnhof Haparanda

#### Erster Tag
In Trelleborg erwartete die Gruppe ein kleines Empfangskomitee, einschließlich des dortigen Bürgermeisters, aber es blieben nur 15 Minuten, bevor die Reisegruppe den Zug nach Malmö bestieg.
Im Hotel Savoy in Malmö hatte Jakub Fürstenberg ein Buffet bereitstellen lassen, welches in weniger als 15 Minuten verzehrt war. Fürstenberg arbeitete in einem Im- und Exportgeschäft, das auch einen Teil der Gelder transferierte, mit denen Deutschland subversive Bestrebungen in Russland finanzierte. Noch am gleichen Abend ging die Fahrt mit einem Nachtzug nach Stockholm weiter.

#### Zweiter Tag
Während der Nachtfahrt diskutierte Lenin in seinem Abteil mit seinen Mitreisenden bis 4 Uhr morgens.
Am nächsten Morgen, Freitag, dem 13. April 1917, kamen sie gegen 9:00 Uhr in Stockholm an und wurden vom Stockholmer Bürgermeister Carl Lindhagen, dem Reichstagsabgeordneten Fredrik Ström und anderen Reichstagsabgeordneten im Hauptbahnhof begrüßt. Da ein Zug nach Nordschweden erst am Abend abging, nutzte Lenin die Zeit zu zahlreichen Gesprächen mit schwedischen Genossen und ließ sich in Begleitung von Frederik Ström im PUB, einem Warentempel der Bourgeoisie, neu einkleiden. Hier erwarb er auch Anzug und Schuhe, die er bei seinen ersten Auftritten in Petrograd und auch später in der Öffentlichkeit trug und die damit später auf zahlreichen Leninstatuen verewigt wurden. Auf den Kauf von Unterwäsche verzichtete er aus Zeitmangel. Zahlreiche andere Mitglieder der Gruppe nutzten erst einmal in einem Hotel die Möglichkeit, sich nach vier Tagen wieder frisch zu machen.
Am Abend nahm die Reisegruppe den Zug um 18:37 Uhr nach Bräcke. Hunderte von Sozialisten waren gekommen, um sie zu verabschieden. Rote Fahnen flatterten, sogar an der Lokomotive. Dank der von Genossen in Stockholm gespendeten Mittel konnte die Gruppe sich Abteile mit Holz-Kojen leisten und liegend durch die Nacht reisen.

#### Dritter Tag
Am Sonnabend, dem 14. April 1917, um 5:30 Uhr, erreichte der Zug Bräcke. Hier stiegen sie in einen Zug nach Boden um, das gegen 22 Uhr erreicht wurde. Sie mussten auf den Anschlusszug warten, der die Stadt kurz nach Mitternacht verließ. Es war nun Sonntag, der 15. April 1917. Nach sieben Stunden Fahrt erreichten sie den Grenzbahnhof Haparanda.

### Finnland

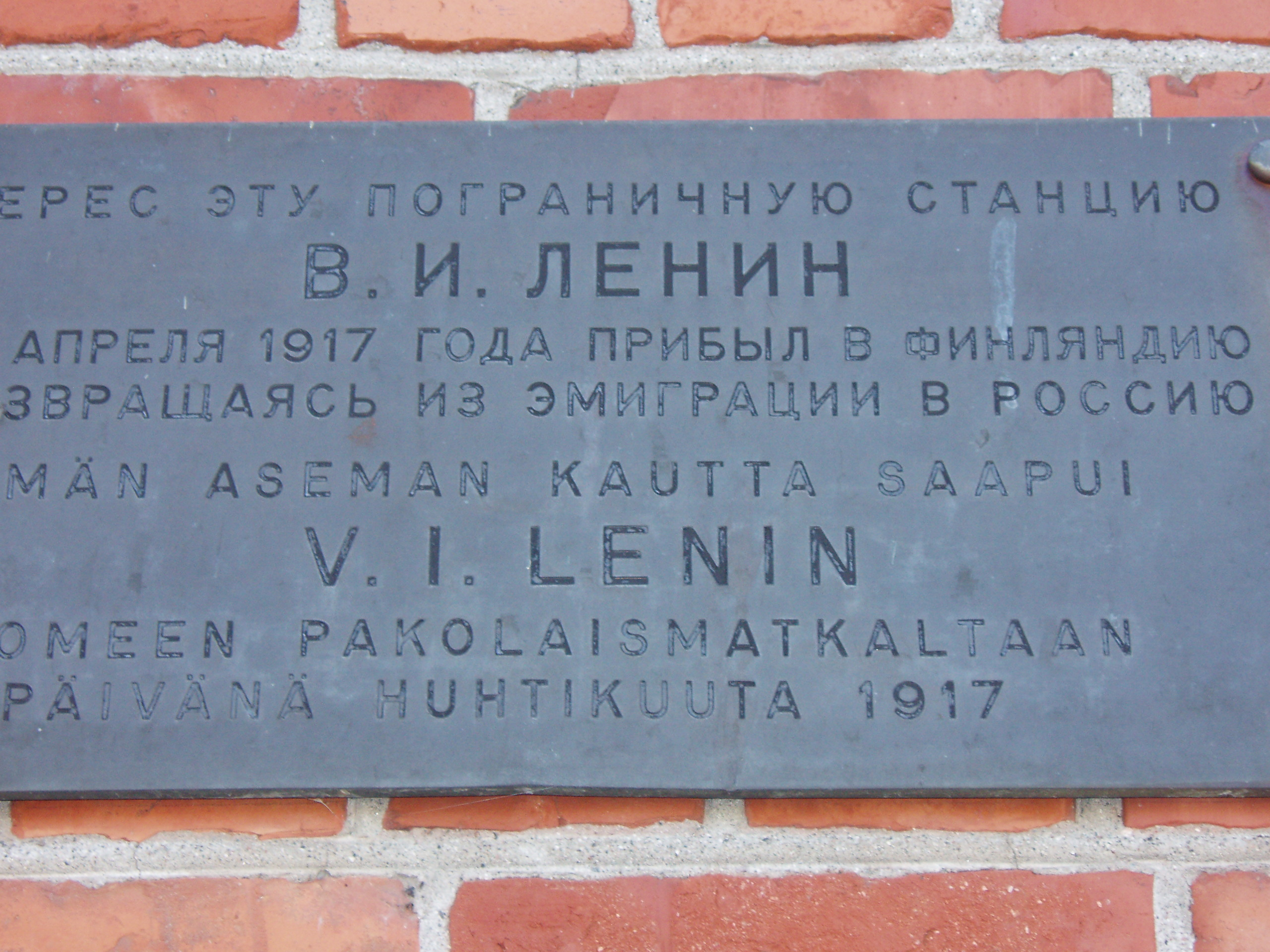
Erinnerungsplakette an den Grenzübertritt Lenins am Bahnhof in Tornio

Das Großfürstentum Finnland war damals ein mit einer weitgehenden inneren Autonomie ausgestatteter Teil des Russischen Reiches, dessen Eisenbahn in Russischer Breitspur erstellt wurde. Exakt einen Monat nach der Abdankung des Zaren betraten die Russen hier also heimischen Boden, wohingegen dem Schweizer Platten die Einreise verweigert wurde. Die gründlichen Kontrollen der Einreisenden im finnischen Grenzort Tornio endeten am 2. Apriljul. / 15. April 1917greg. – hier galt nun der Julianische Kalender und es war der Ostersonntag der Russisch-Orthodoxen Kirche – gegen 18 Uhr. Die Gruppe bestieg anschließend einen Zug Richtung Helsingfors, den sie bis Riihimäki nutzte. Die Gruppe fuhr in Wagen der 3. Klasse. In Riihimäki stieg sie am Montag, den 3. Apriljul. / 16. April 1917greg., in einen Zug nach Terijoki und wechselte dort erneut den Zug, der diesmal bis Petrograd fuhr.

### Russland

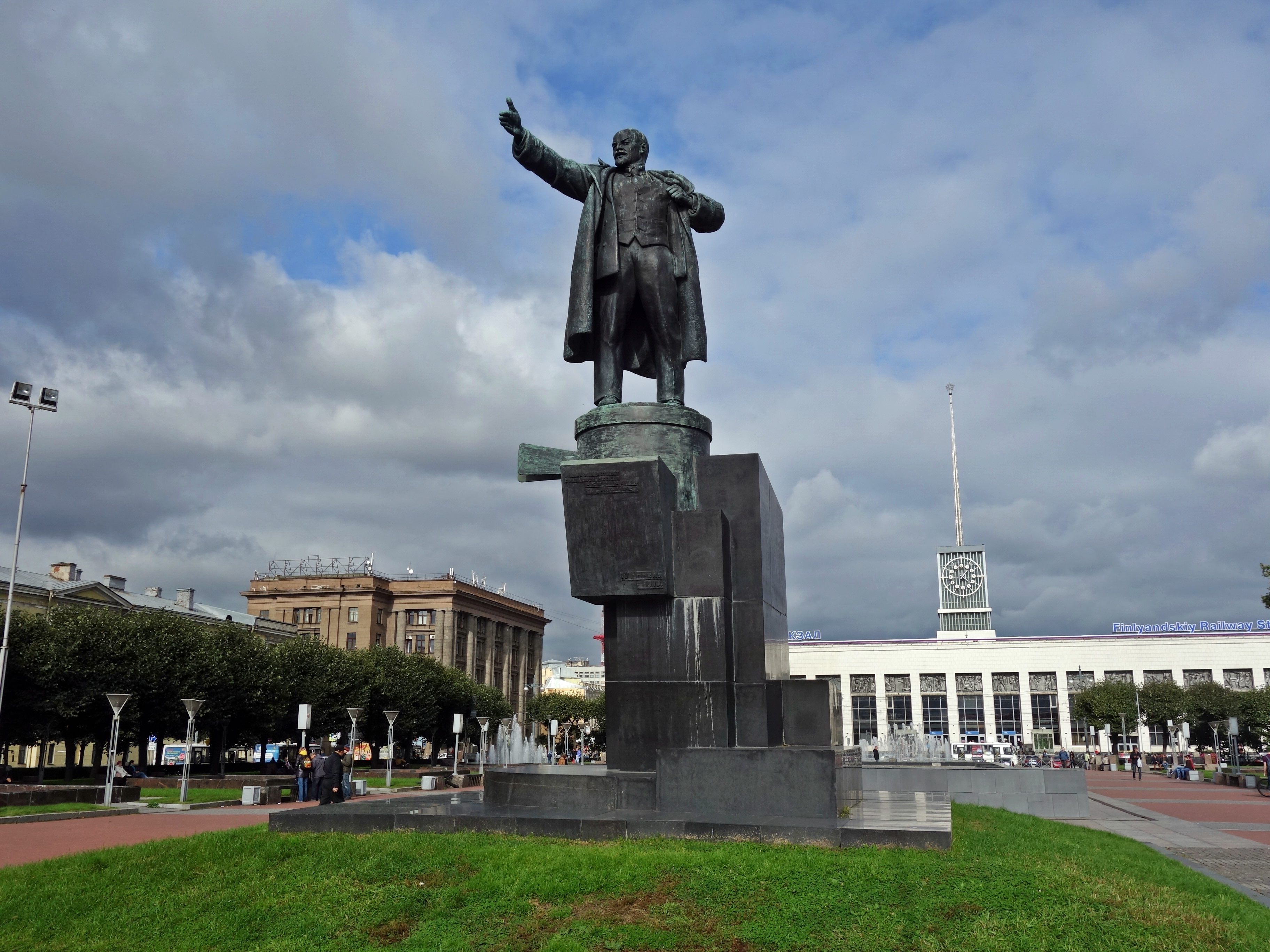
Leninstatue von Sergej Jewsejew vor dem Finnländischen Bahnhof in St. Petersburg

Zuvor war aber eine erneute Grenzkontrolle zu passieren, da die Grenze zwischen Finnland und Russland wie eine internationale Grenze kontrolliert wurde. Grenzbahnhof war damals Beloostrow, etwa 40 km vor Petrograd gelegen. Eine ordnungsgemäße Grenzkontrolle aber fand nicht mehr statt. Vielmehr wurde der Zug von begeisterten Arbeitern gestürmt, noch bevor er am Bahnsteig endgültig zum Stehen gekommen war. Die Arbeiter hatten zum Teil lange Fußwege aus Sestrorezk zurückgelegt oder waren aus Petrograd mit dem Zug angereist, um Lenin zu begrüßen. Sie trugen ihn in die Bahnhofshalle, wo er eine improvisierte Rede hielt. Die Provisorische Regierung glaubte indes keine besonderen Gegenmaßnahmen vorbereiten zu müssen, da sie erwartete, dass Lenin durch die bloße Tatsache, dass seine Reise durch den Kriegsgegner Deutschland ermöglicht worden war, in der Öffentlichkeit diskreditiert werden würde. Diese Annahme erwies sich als irrig.
Der Empfang am Finnländischen Bahnhof in Petrograd war überwältigend. Tausende von Arbeitern erwarteten die Ankunft, Soldaten aus Kronstadt waren gekommen, um eine Ehrenformation zu bilden. Der Zug erreichte den Bahnhof mit Verspätung kurz vor Mitternacht. Beim Aussteigen wurde Lenin ein Blumenstrauß überreicht. Er eilte sofort in das Fürstenzimmer des Bahnhofs. Dort erklärte er den Anwesenden – die eher erwartet hatten, dass er sich der bestehenden, aus der Revolution hervorgegangenen Regierung anschließen werde –, dass nun eine neue Epoche angebrochen sei, und ließ die „sozialistische Weltrevolution“ hoch leben. Lenin entwickelte dabei in skizzenhafter Form zum ersten Mal die Ideen, die später als Aprilthesen bekannt wurden. Nachdem es ihm gelungen war, den Bahnhof durch die Menschenmassen zu verlassen, bestieg er einen vor dem Empfangsgebäude stehenden Panzerwagen, von dem aus er eine Rede an die Versammelten hielt und mit dem er dann in die Stadt fuhr.

## Wissenswert
- Es gab weitere Transporte russischer Emigranten auf der von Lenin ab Karlsruhe genutzten Route. Im Mai und Juni 1917 waren es zwei Transporte mit 400 Personen unterschiedlicher politischer Richtungen, auch Familien mit Kleinkindern, und Emigranten, die aus Belgien dazustießen.[62]
- Die heute am Finnischen Bahnhof ausgestellte Lokomotive H2 293 der Finnischen Eisenbahn ist die, auf der Lenin im August 1917 nach Finnland floh und auf der er im Oktober zurückkehrte. Sie hat mit seiner Fahrt von Zürich nach Petrograd im April 1917 nichts zu tun.[63]
- Der in der Zeit der DDR im Lenin-Museum in Sassnitz ausgestellte Wagen war einer, der 1912 für den Hofzug der deutschen Kaiserin gebaut und nach Abschaffung der Monarchie zu einem Wagen 1./2. Klasse umgebaut worden war. Er hatte ebenfalls mit der Fahrt Lenins von Zürich nach Petrograd im April 1917 nichts zu tun.[64]
- Winston Churchill sagte vor dem Unterhaus: „Lenin wurde von den Deutschen nach Russland geschickt, so wie man eine Phiole mit Typhus- oder Cholerakultur in die Wasserversorgung einer großen Stadt gießen könnte, und es funktionierte mit erstaunlicher Genauigkeit.“[65]

## Literatur

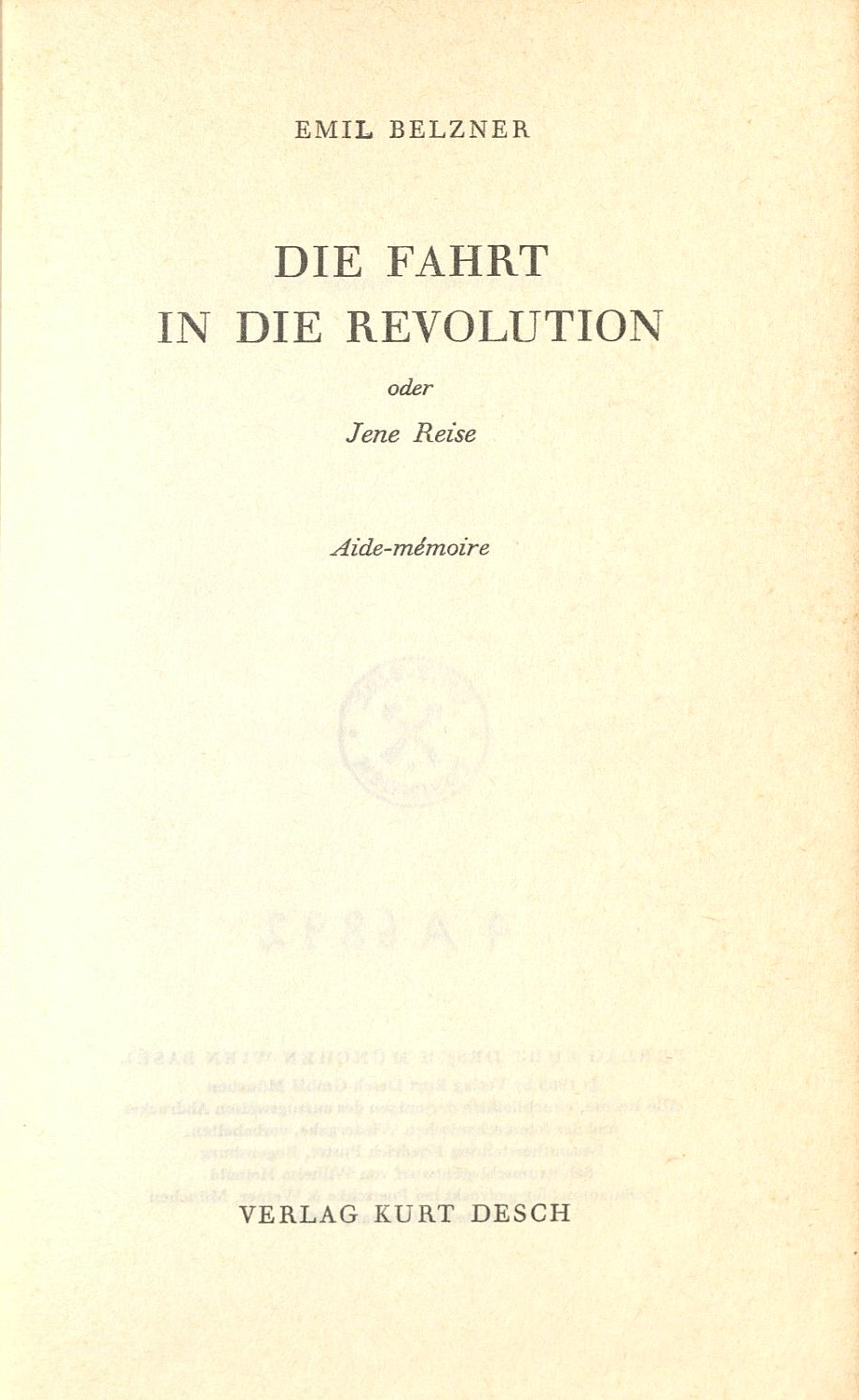
Belletristik: Emil Belzner (1969)